# Stereolab

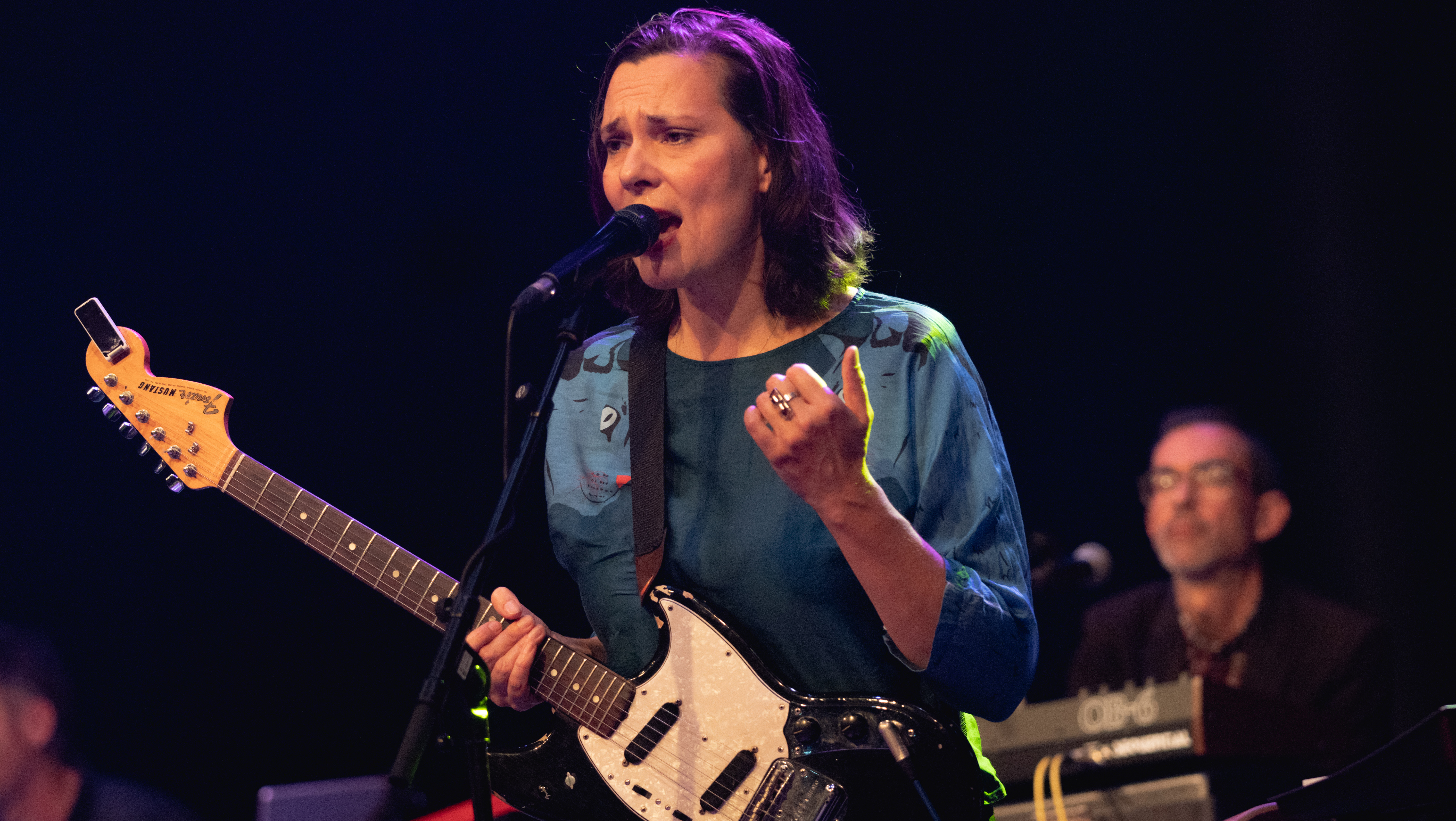
Lætitia Sadier 2021

Stereolab ist eine britische Rockband, die 1990 in London gegründet wurde. Die Band bestand ursprünglich aus Tim Gane (Gitarre und Keyboard) und Lætitia Sadier (Gesang, Keyboard und Gitarre), die als Haupttreiber und Konstanten über die vielen Wechsel im Line-up blieben. Stereolab wird zu den Vertretern des Post-Rock gezählt und spielt eine experimentelle Mischung aus Pop, Rock und Elektronik. Der Sound der Band wird durch den Kontrast zwischen mächtigen Orgelakkorden, meist im Farfisasound, und dem weiblichen, leicht schrägen englischen oder französischen Gesang bestimmt. Ebenso treffen Stilelemente von Easy Listening über Psychedelia bis Krautrock aufeinander. Die Musik von Stereolab wird häufig als retrofuturistisch rezipiert.

## Geschichte

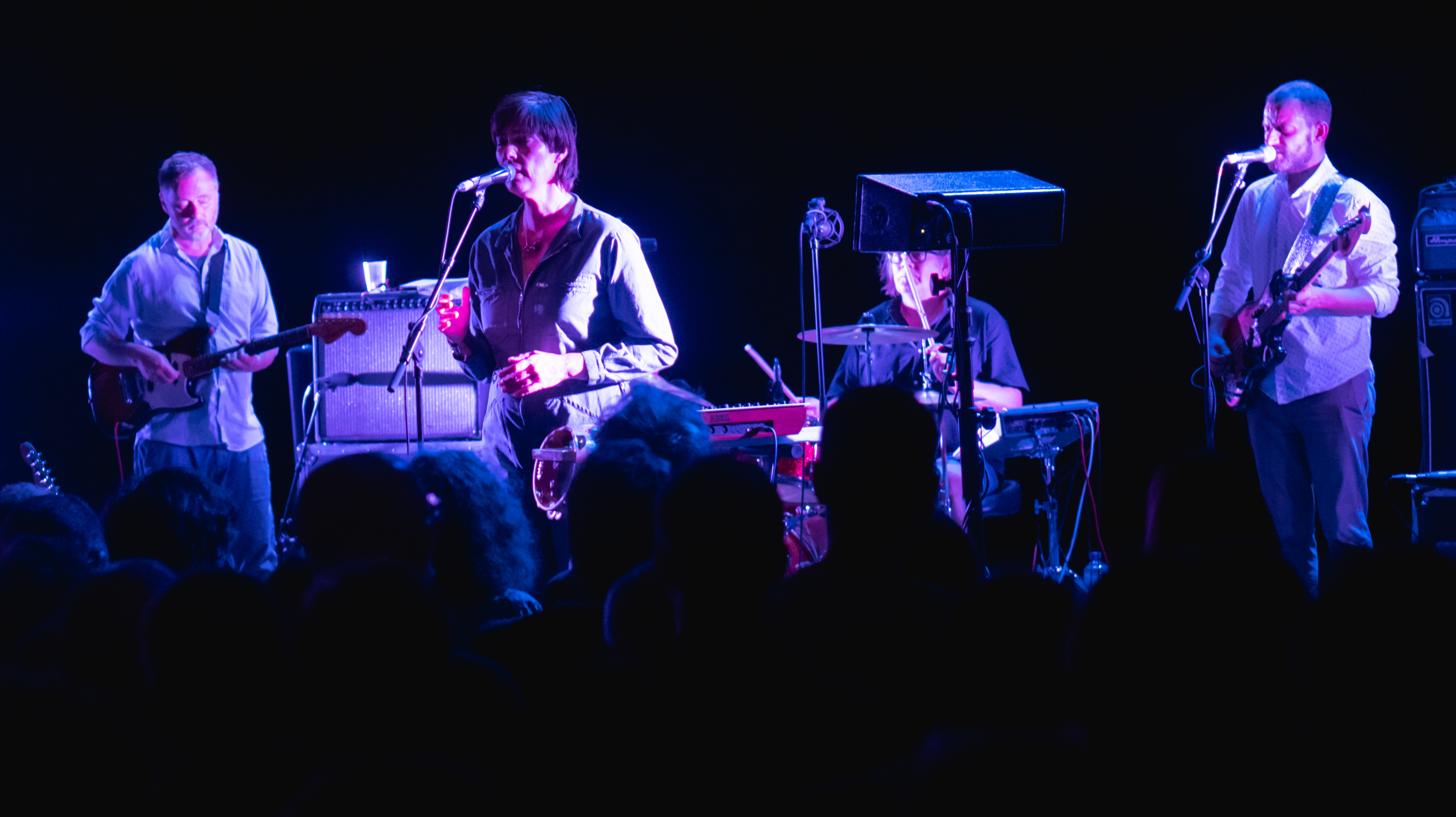
Stereolab 2019

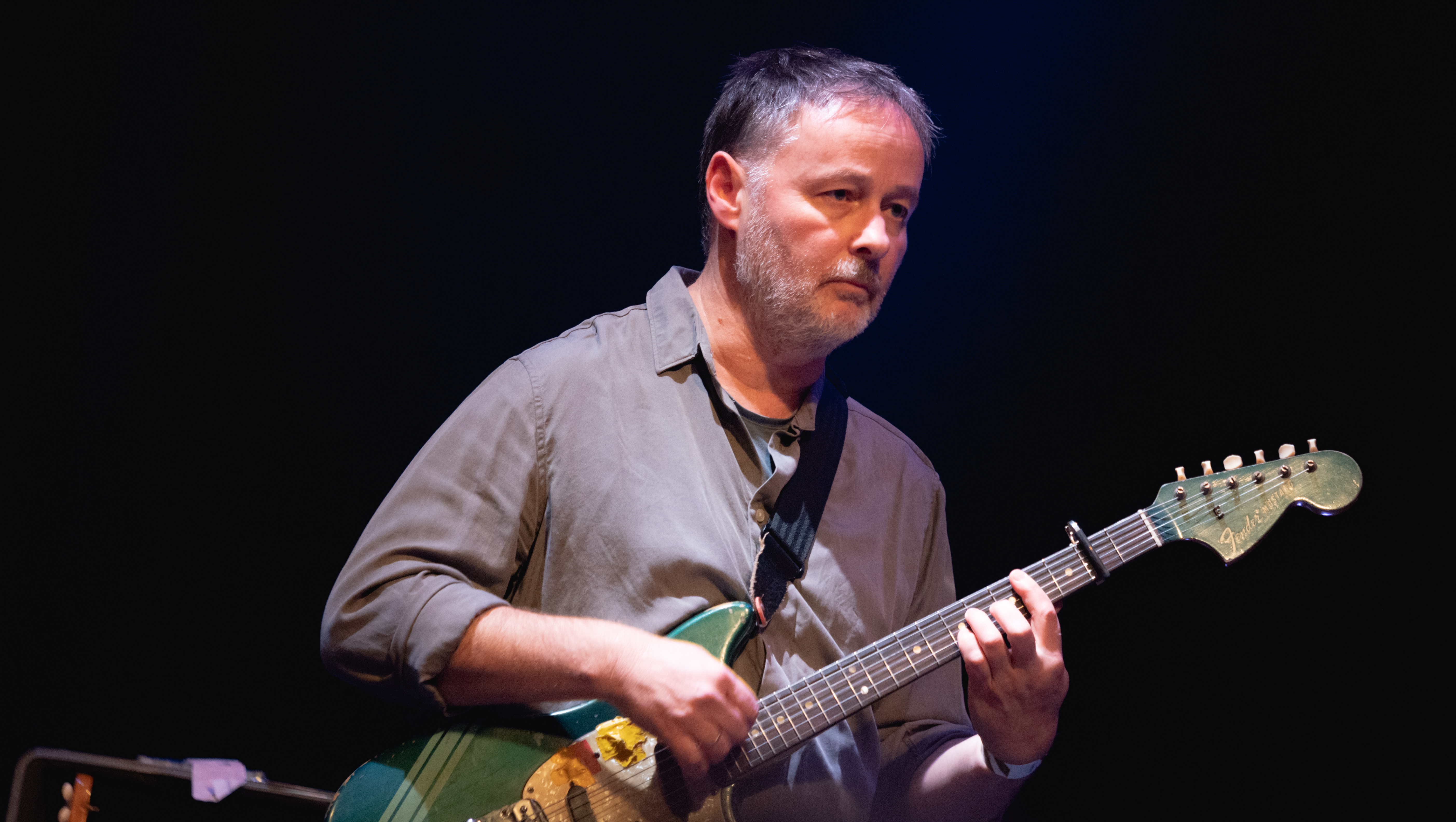
Tim Gane 2021

Stereolab ging 1990 aus der Band McCarthy hervor und bestand zunächst aus Tim Gane und Lætitia Sadier. Im selben Jahr wurden Joe Dilworth (Schlagzeug), Martin Kean (Bass) und Gina Morris (Keyboard und Begleitgesang) angeworben. Im Folgejahr wurde die erste Single Super 45 über das bandeigene Label Duophonic veröffentlicht. 1992 änderte sich die Besetzung erstmals und Andrew Ramsay (Schlagzeug) und Mary Hansen (Gesang, Keyboard, Gitarre) ersetzten Dilworth, Kean und Morris. Hansen blieb bis zu ihrem Unfalltod 2002 festes Mitglied. 1993 stießen Sean O’Hagan (Keyboard) und Duncan Brown (Bass) hinzu. Als zusätzliche Keyboarderin sprang ab 1994 Katherine Gifford ein, da sich O’Hagan vermehrt seinem Projekt The High Llamas widmete. Gifford wurde bereits 1996 von Morgane Lhote abgelöst. Im Jahr darauf wurde Brown von Richard Harrison am Bass ersetzt. Die Besetzung änderte sich in den folgenden Jahren noch mehrfach, weitere temporäre Mitglieder waren Simon Johns (Bass), Dominic Jeffery (Keyboard), Joe Walters (Keyboard, Horn und Gitarre) und Julien Gasc (Keyboard und Gesang).
Am 2. April 2009 teilte die Band mit, auf unbestimmte Zeit eine Pause einlegen zu wollen. 2010 erschien noch das Album Not Music, auf denen noch Songs aus der Zeit versammelt sind, als die Band noch nicht pausierte. Seit 2019 ist Stereolab wieder aktiv. 2021 und 2022 erschienen Volume 4 und 5 der Serie Switched On, die Aufnahmen aus den 1990er und 2000er Jahren, jedoch kein neues Material enthalten.
Am 23. Mai 2025 veröffentlichte Stereolab mit Instant Holograms on Metal Film ihr erstes Studioalbum seit 2010.

## Popkulturelle Einflussnahme

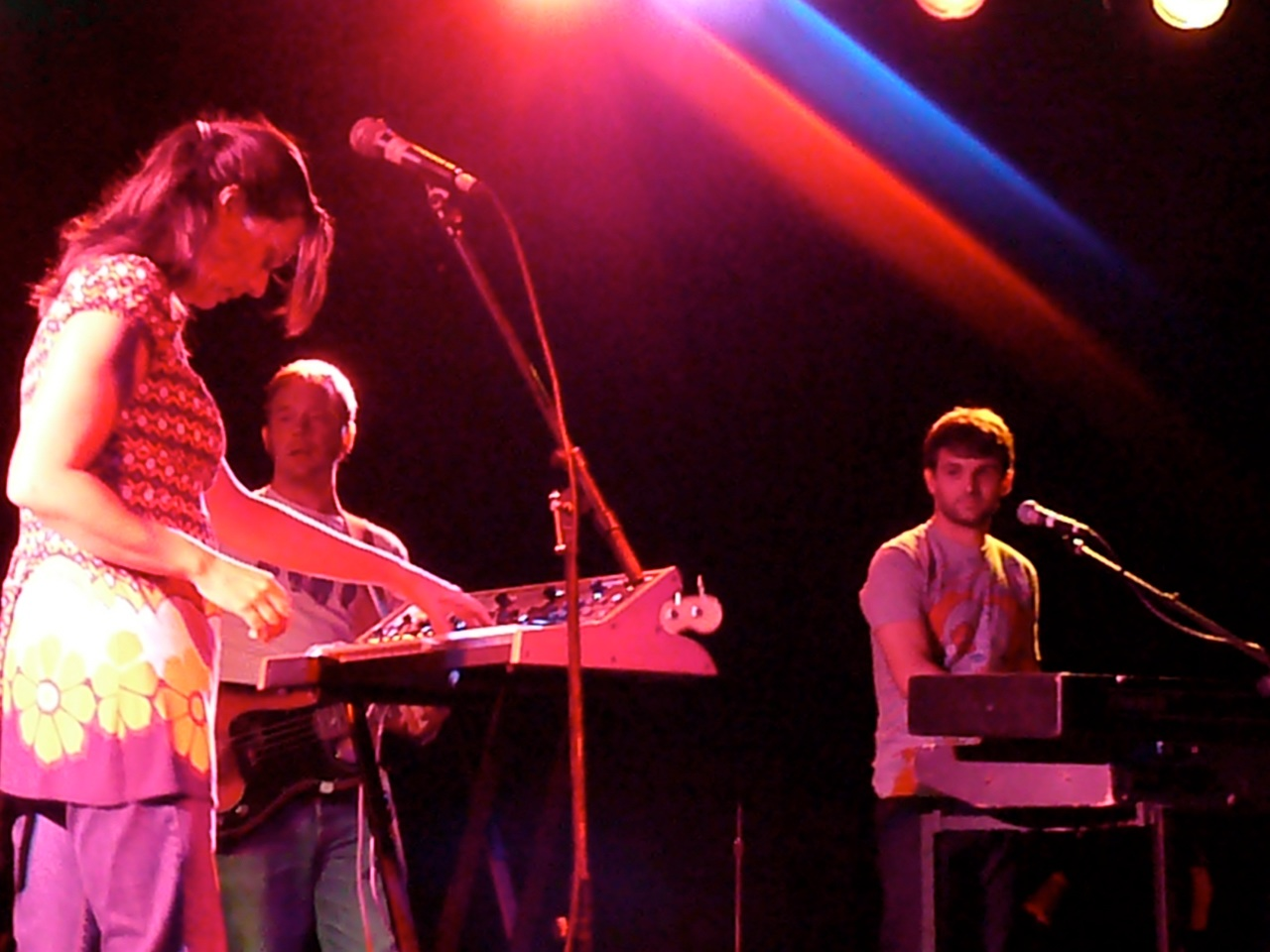
Stereolab 2008

Im Oktober 2015 kündigte die US-amerikanische Band !!! an, als Nebenprojekt eine Band namens Stereolad zu betreiben, mit der die Mitglieder von !!! Stereolab ihre Achtung erweisen wollen.

## Diskografie

### Studioalben
| Jahr | Titel                                                  | Höchstplatzierung, Gesamtwochen, AuszeichnungChartplatzierungen (Jahr, Titel, Platzierungen, Wochen, Auszeichnungen, Anmerkungen) | Höchstplatzierung, Gesamtwochen, AuszeichnungChartplatzierungen (Jahr, Titel, Platzierungen, Wochen, Auszeichnungen, Anmerkungen) | Höchstplatzierung, Gesamtwochen, AuszeichnungChartplatzierungen (Jahr, Titel, Platzierungen, Wochen, Auszeichnungen, Anmerkungen) | Anmerkungen                         |
| Jahr | Titel                                                  | DE | UK | US | Anmerkungen                         |
| ---- | ------------------------------------------------------ | --- | --- | --- | ----------------------------------- |
| 1993 | Transient Random-Noise Bursts with Announcements       | — | UK62 (1 Wo.)UK | — | Duophonic/Elektra                   |
| 1994 | Mars Audiac Quintet                                    | — | UK16 (3 Wo.)UK | — | Duophonic/Elektra                   |
| 1996 | Emperor Tomato Ketchup                                 | — | UK27 (2 Wo.)UK | — | Duophonic/Elektra                   |
| 1997 | Dots and Loops                                         | — | UK19 (2 Wo.)UK | US111 (2 Wo.)US | Duophonic/Elektra                   |
| 1999 | Cobra and Phases Group Play Voltage in the Milky Night | — | UK92 (1 Wo.)UK | US154 (1 Wo.)US | Duophonic/Elektra                   |
| 2001 | Sound-Dust                                             | — | — | US178 (1 Wo.)US | Duophonic/Elektra                   |
| 2004 | Margerine Eclipse                                      | — | — | US174 (1 Wo.)US | Duophonic/Elektra                   |
| 2008 | Chemical Chords                                        | — | — | US170 (1 Wo.)US | Duophonic/4AD                       |
| 2021 | Electrically Possessed (Switched On Volume 4)          | DE88 (1 Wo.)DE | — | — | Duophonic/Warp Records; Kompilation |
| 2022 | Pulse of the Early Brain (Switched On Volume 5)        | DE89 (1 Wo.)DE | UK66 (1 Wo.)UK | — | Duophonic/Warp Records; Kompilation |
| 2025 | Instant Holograms on Metal Film                        | DE41 (1 Wo.)DE | UK29 (1 Wo.)UK | — | Duophonic/Warp Records              |

Weitere Alben
- 1992: Peng!, Too Pure
- 1992: Switched On, Too Pure/Slumberland
- 1995: Refried Ectoplasm (Switched On Volume 2), Duophonic Records/Drag City
- 1998: Aluminum Tunes (Switched On Volume 3), Duophonic/Drag City
- 2002: ABC Music: The Radio 1 Sessions, Strange Fruit Records/Koch
- 2005: Oscillations from the Anti-Sun, Duophonic/Too Pure
- 2006: Fab Four Suture, Duophonic/Too Pure
- 2006: Serene Velocity: A Stereolab Anthology, Duophonic/Elektra/Rhino
- 2010: Not Music , Duophonic/Drag City

### EPs
| Jahr | Titel            | Höchstplatzierung, Gesamtwochen, AuszeichnungChartsChartplatzierungen (Jahr, Titel, Platzierungen, Wochen, Auszeichnungen, Anmerkungen) | Anmerkungen |
| Jahr | Titel            | UK | Anmerkungen |
| ---- | ---------------- | --- | ----------- |
| 1993 | Jenny Ondioline  | UK75 (1 Wo.)UK |             |
| 1994 | Ping Pong        | UK45 (2 Wo.)UK |             |
| 1994 | Wow and Flutter  | UK70 (2 Wo.)UK |             |
| 1996 | Cybele’s Reverie | UK62 (2 Wo.)UK |             |
| 1996 | Fluorescences    | UK78 (2 Wo.)UK |             |
| 1997 | Miss Modular     | UK60 (2 Wo.)UK |             |

Weitere EPs
- 1991: Super 45
- 1991: Super-Electric
- 1992: Low Fi
- 1993: Space Age Bachelor Pad Music
- 1993: Crumb Duck
- 1997: Simple Headphone Mind
- 1999: The Free Design
- 2000: The First of the Microbe Hunters
- 2001: Captain Easychord
- 2003: Instant 0 in the Universe
- 2008: Chemical Chords

Mini-LPs
- 1993: The Groop Played “Space Age Bachelor Pad Music”, Duophonic/Elektra
- 1995: Music for the Amorphous Body Study Center, Duophonic/Elektra
- 2000: The First of the Microbe Hunters, Duophonic/Elektra

### Singles
- 1991: Stunning Debut Album
- 1992: The Light That Will Cease to Fail
- 1992: Harmonium / Farfisa
- 1993: John Cage Bubblegum / Eloge d’Eros
- 1993: Lo Boob Oscilator / Tempter
- 1996: Metronomic Underground
- 1997: Iron Man / The Incredible He Woman
- 1999: Calimero / Cache Cache
- 2001: Free Witch and No-Bra Queen
- 2004: Rose, My Rocket-Brain!
- 2005: Interlock / Visionary Road Maps
- 2005: Kyberneticka Babicka
- 2005: Plastic Mile / I Was a Sunny Rainphase
- 2006: Excursions into Oh A-Oh
- 2006: Eye of the Volcano
- 2006: Whisper Pitch
- 2006: Solar Throw-Away
- 2008: Explosante Fixe